# Regionalwahl in Friaul-Julisch Venetien 1968
Die Regionalwahl in Friaul-Julisch Venetien 1968 fand am 26. und 27. Mai statt.

## Wahlergebnis
| Listen            | Listen                                                 | Stimmen | %    | Mandate |
| ----------------- | ------------------------------------------------------ | ------- | ---- | ------- |
|                   | Democrazia Cristiana                                   | 344.039 | 44,9 | 29      |
|                   | Partito Comunista Italiano                             | 153.923 | 20,1 | 12      |
|                   | Partito Socialista Unificato (PSI - PSDI)              | 76.694  | 10,0 | 6       |
|                   | Movimento Sociale Italiano                             | 39.197  | 5,1  | 3       |
|                   | Movimento Friuli                                       | 38.879  | 5,1  | 3       |
|                   | Partito Liberale Italiano                              | 37.092  | 4,8  | 3       |
|                   | Partito Socialista Italiano di Unità Proletaria        | 35.677  | 4,7  | 3       |
|                   | Partito Repubblicano Italiano                          | 19.138  | 2,5  | 1       |
|                   | Slovenska Skupnost                                     | 10.841  | 1,4  | 1       |
|                   | Movimento Indipendentista Territorio Libero di Trieste | 5.537   | 0,7  | –       |
|                   | Partito Democratico Italiano di Unità Monarchica       | 3.880   | 0,5  | –       |
|                   | Nuova Repubblica                                       | 775     | 0,1  | –       |
| Gesamt            | Gesamt                                                 | 765.672 | 100  | 61      |
|                   |                                                        |         |      |         |
| Ungültige Stimmen | Ungültige Stimmen                                      | 22.442  | 2,8  |         |
| Wähler            | Wähler                                                 | 788.114 | 87,9 |         |
| Wahlberechtigte   | Wahlberechtigte                                        | 896.430 |      |         |